# براندیکو
براندیکو (به ایتالیایی: Brandico) یک کومونه در ایتالیا است که در استان برشا واقع شده‌است.

## خصوصیات
براندیکو ۸ کیلومترمربع مساحت و ۱٬۶۷۱ نفر جمعیت دارد و ۹۹ متر بالاتر از سطح دریا واقع شده‌است.